# Stadie
De stadie (meervoud: stadiën) is een lengtemaat die gebruikt werd in de diverse oudheden zoals Mesopotamië, Egypte en Griekenland. Deze lengtemaat heeft ook geleid tot de huidige Nederlandse woorden 'stadion' en 'stadium'.

## Oudheid
De stadie bestond al in Mesopotamië, en is overgenomen door latere beschavingen. De eenheid is als volgt doorgegeven:
Mesopotamië: 1 stadie = 148,5 m
Perzië (uit Mesopotamië): 'ghalva' (stadie) = waarschijnlijk circa 264 m
Egypte (uit Mesopotamië, mogelijk Perzië): stadie = 400 'Koninklijke ellen', 209,2 m
Griekenland: stadie = 600 voet; in Atheense voet: 192,27 m.
Romeins (uit Egypte; Griekse invloeden): stadie = 625 Romeinse voet = 185,25 m
Arabisch (uit Perzië): 'seir' (stadie) =  600 voet
De feitelijke lengte in meters is dus niet overgenomen, wel het begrip '600 voet'. Omdat de lengte van de voet (als eenheid) van plaats tot plaats verschilt, is ook de stadie geen vaste maat.

## Afgeleide betekenissen in het Nederlands
Het woord 'stadie' is ook met twee afgeleide woorden in de Nederlandse taal terechtgekomen. Eerst is daar het stadion, een bouwwerk van wedstrijdbaan met tribunes. Daarnaast kennen we een bepaald 'stadium' (een bepaalde fase) waarin een proces zich bevindt. Beide hebben de lengtemaat als oorsprong.

## Gebruik van de lengte
In de Griekse oudheid was een stadie de basisafstand voor een hardloopwedstrijd, bijvoorbeeld 192,27 m in Olympia. Het stadion van de Panatheense Spelen (het Stadion Panathinaiko) is dan ook gebouwd om de basislengte van één stadie voor de wedstrijdbaan. Een wedstrijd kon meerdere stadiën (of stadia) lang zijn. De wedstrijdbaan heeft haarspeldbochten, zodat de lopers op en neer konden lopen. Als een wedstrijd meerdere stadia lang is, is van belang in welk stadium (welke ronde) de wedstrijd zich bevindt.